# Shanghai Surprise
Shanghai Surprise is een Amerikaans avonturenfilm uit 1986 met in de hoofdrol Sean Penn en Madonna. De film is gebaseerd op het boek Faraday's bloemen van Tony Kenrick.

## Plot
Glendon Wasey, een zwendelaar, besluit Gloria Tatlock,een verpleegkundige, te helpen om opium te vinden voor haar patiënten in Shanghai.

## Ontvangst
De recensies voor de film waren heel erg slecht en de film wist maar 2 miljoen dollar van zijn budget van 8 miljoen dollar terug te krijgen.
De film was genomineerd voor zes  Razzies en won slechtste actrice voor Madonna.

## Rolverdeling
| Acteur            | Personage         |
| ----------------- | ----------------- |
| Sean Penn         | Glendon Wasey     |
| Madonna           | Gloria Tatlock    |
| Paul Freeman      | Walter Faraday    |
| Richard Griffiths | Willie Tuttle     |
| Philip Sayer      | Justin Kronk      |
| Clyde Kusatsu     | Joe Go            |
| George Harrison   | Night Club Singer |
| Victor Wong       | Ho Chong          |
| Lim Kay Tong      | Mei Gan           |